# Terror Island
Terror Island ist ein amerikanischer Stummfilm aus dem Jahr 1920, produziert von Jesse Lasky und unter der Regie von James Cruze. Der Film wird vom Amerikanischen Filminstitut als 7 Rollen aufgelistet, aber zwei Rollen fehlen, sodass nur 5 Rollen übrig bleiben. Der Film hatte den Arbeitstitel „Salvage“.

## Handlung
Beverly West wendet sich an Harry Harper, den Erfinder einer Unterwassergerätschaft zur Bergung versunkener Schiffe, um ihr zu helfen, ihren Vater aus den Fängen der Eingeborenen im Südseegebiet zu befreien. Diese halten ihn als Lösegeld für eine schädelartige Perle gefangen, die Beverly besitzt. Auch Job Mourdant, Beverlys Vormund, ist scharf auf die Perle, entführt Beverly und steuert hinaus aufs offene Meer. Harry folgt ihnen und rettet Beverly, als Mourdant sie über Bord wirft.
Nachdem die beiden Gruppen auf der Insel angekommen sind, wird Harry gefangen genommen, entkommt aber rechtzeitig, um zu sehen, wie die Eingeborenen Beverly in einen eisernen Safe stecken und ins Meer werfen. Erneut rettet Harry das Mädchen und beschafft schließlich die Edelsteine, nachdem er mit einem Mann in einem Taucheranzug gekämpft hat. Harry beeindruckt die Eingeborenen dann so sehr mit seiner Magie, dass sie Beverly und ihren Vater freilassen, und die drei segeln nach Hause.